# Deux Yeux maléfiques
Pour plus de détails, voir Fiche technique et Distribution.
Deux Yeux maléfiques (italien : Due occhi diabolici ; anglais : Two Evil Eyes) est un film d'épouvante italo-américain en deux parties réalisé par Dario Argento et George A. Romero et sorti en 1990.
Il s'inspire de deux nouvelles d'Edgar Allan Poe, La Vérité sur le cas de M. Valdemar (1845) et Le Chat noir (1843). Les deux récits sont filmés et se déroulent dans le Pittsburgh de 1990.
Avant Deux Yeux maléfiques, Romero et Argento avaient travaillé ensemble sur Zombie (1978). 

## Synopsis
La Vérité sur le cas de M. Valdemar (The Facts in the Case of Mr. Valdemar) de George Romero
Ernest Valdemar, 65 ans, est un riche propriétaire terrien qui se meurt prématurément. Son médecin traitant Robert est en réalité de mèche avec Jessica, l'épouse quadragénaire du riche homme, pour qu'il meure au plus vite et qu'il puisse mettre la main sur l'héritage. Pour officialiser le legs de ses biens à sa femme, Valdemar est amené par le médecin, sous hypnose, à signer un testament. Cependant, au moment même où il était tout juste nécessaire qu'il reste en vie, M. Valdemar trépasse. Afin de procéder à l'héritage, en consultation avec l'avocat du testament, la mort de Valdemar doit être reportée de quelques jours et Robert décide de congeler son corps dans la cave. Mais dans ces conditions, l'homme manifeste son réveil : étant mort en état d'hypnose, l'âme n'a pas quitté le corps et sa présence ouvre la porte aux âmes des morts pour entrer dans le monde des vivants.
Lorsque le passage des esprits dans ce monde a enfin lieu, Valdemar se lève de la glacière et entre dans la maison. Il y trouve Jessica, tandis que Robert creuse une tombe dans les bois voisins pour enterrer le corps. Jessica lui tire dessus plusieurs fois sans parvenir à l'arrêter. Valdemar, qui repère qu'il est hypnotisé et sous l'influence des « autres », finit par retourner le revolver contre elle et tirer. En voyant la scène, le médecin, amant de la femme récemment décédée, réveille M. Valdemar de son hypnose. M. Valdemar titube, et déclare au médecin « C'est trop tard. Sans moi, ils ne peuvent plus revenir. Ils sont avec toi, maintenant ». Après quoi, Valdemar s'effondre.
Le médecin part alors se réfugier dans un appartement de la ville. Il s'hypnotise pour dormir.
Pendant ce temps, la police arrive sur les lieux où la femme et M. Valdemar sont affalés sans vie sur le sol. La première supposition est qu'il s'agit d'un meurtre doublé d'un suicide de la part de Mme Valdemar, mais l'enquête mène à penser à l'implication possible du médecin dans l'incident. Dans la chambre de l'appartement où le médecin est allongé dans son lit sous hypnose, des ombres entrent en faisant voler l'argent empilé dans la valise dans tous les sens. Puis un métronome s'élève dans les airs, se retourne et s'affale sur le médecin, transperçant sa cage thoracique.
Deux semaines plus tard, la police a fait irruption dans l'appartement. Derrière l'un des policiers apparaît soudain Robert, qui, mort sous hypnose, n'est ni vivant ni mort, et se désespère car il n'y a personne pour le réveiller.
Le Chat noir (Il gatto nero) de Dario Argento
Rod Usher, photographe spécialisé dans le crime, est attiré par les images de violence et de mort. Il est toujours présent sur les lieux de crimes brutaux, documentant avec force détails les corps amputés ou les cadavres en état de décomposition avancée. Son dernier projet, un livre dont les images aiguisent l'appétit des sadiques, met en scène un chat noir soumis à des actes de tortures photographiés sous tous les angles. 
Arrivé chez lui, Rod travaille dans sa chambre noire à développer les photos lorsqu'il est interrompu par l'apparition d'un chat noir, qui a apparemment été adopté par Annabel, sa petite amie. Annabel est une violoniste qui donne des leçons privées aux lycéens de la région qui se présentent à la maison après leurs cours. Au cours des jours suivants, une antipathie grandit entre Rod et le chat, une situation aggravée par la protection excessive qu'Annabel lui accorde. Poussé à bout par la haine apparente du chat à son égard, Rod finit par l'étrangler au cours d'une séance de photos qu'il a organisée et dont le chat est le sujet. Rod utilise ensuite les photos de lui étranglant le chat dans son dernier livre de photographie, Metropolitan Horrors. Alors qu'Annabel commence à se rendre compte ce qui est arrivé à son animal, elle se dispute violemment avec Rod. Rod fait ensuite un cauchemar dans lequel il est exécuté en place publique par une foule médiévale pour avoir tué le chat.
Un jour, lorsqu'Annabel aperçoit enfin son livre dans la vitrine d'un magasin, avec le chat étranglé sur la couverture, elle fait immédiatement le projet de quitter l'appartement qu'elle partage avec Rod. Pendant ce temps, Rod boit beaucoup dans un bar local. Il est troublé lorsque la serveuse, Eleonora, lui donne un chat noir errant, identique à celui d'Annabel. Rod remarque que le félin a une marque blanche identique sur sa poitrine, semblable à un licou. Rod ramène le chat chez lui et s'apprête à l'étrangler avec un nœud coulant, mais Annabel le sauve, ce qui pousse Rod à la tuer avec un hachoir à viande. Lorsque le voisin alerté par les bruits, M. Pym, se présente à sa porte, Rod lui assure que tout va bien.
Rod dissimule le corps d'Annabel derrière un mur de la maison. Le lendemain, il invente une histoire pour expliquer la disparition d'Annabel à ses élèves de musique, Betty et Christian, lorsqu'ils se présentent pour leurs leçons de violon. Christian, qui doute de l'histoire de Rod, confie à M. et Mme Pym ses soupçons quant à la possibilité que Rod ait tué Annabel. Lorsqu'un ami d'Annabel à New York ne cesse de téléphoner à la maison pour demander où elle se trouve, Rod débranche le téléphone. Lorsque le chat noir apparaît de derrière le mur, Rod le tue avec une scie et s'en débarrasse dans une benne à ordures.
Le lendemain, le détective LeGrand arrive avec son partenaire pour interroger Rod sur les allées et venues d'Annabel. Après avoir fait le tour de la maison, les détectives partent, mais reviennent lorsqu'un miaulement se fait entendre à travers l'un des murs. Rod est menotté et le faux mur qu'il a mis en place est démoli, révélant que le chat a mis bas dans la tombe d'Annabel et que sa progéniture se régale maintenant des restes de leur maîtresse. Rod s'empare de la pioche du partenaire de LeGrand et tue les deux policiers. Rod tente de s'échapper lorsque ses voisins arrivent à la porte d'entrée après avoir entendu le vacarme. Rod tente d'escalader une fenêtre du deuxième étage en utilisant une corde attachée à un arbre dans son jardin. Cependant, il s'emmêle dans la corde et glisse ce qui resserre la corde autour de son cou et l'étouffe.

## Fiche technique
- Titre français : Deux Yeux maléfiques[1]
- Titre original italien : Due occhi diabolici
- Titre anglais : Two Evil Eyes
- Réalisation : Dario Argento (Le Chat noir) et George A. Romero (La Vérité sur le cas de Monsieur Valdemar)
- Scénario : Dario Argento (Le Chat noir), Franco Ferrini (Le Chat noir), George A. Romero (La Vérité sur le cas de Monsieur Valdemar) et Peter Koper (en) (non-crédité), d'après les nouvelles La Vérité sur le cas de M. Valdemar (1845) et Le Chat noir (1843) d'Edgar Allan Poe
- Assistant réalisateur : Luigi Cozzi
- Photographie : Peter Reniers
- Montage : Pasquale Buba (Le Chat noir)
- Musique : Pino Donaggio
- Décors : Cletus Anderson (Le Chat noir), Diana Stoughton
- Costumes : Barbara Anderson
- Production : Achille Manzotti (it),Claudio Argento et Dario Argento
- Sociétés de production : ADC Films et Gruppo Bema
- Sociétés de distribution : Cinor (France), Artisti Associati / Gruppo Bema (Italie), Taurus Entertainment Company (États-Unis)
- Budget : 9 millions de dollars (6,83 millions d'euros)
- Pays de production :  Italie,  États-Unis
- Langue originale : anglais américain
- Format d'image : Couleur - 1,85 : 1 - Dolby - 35 mm
- Genre : Épouvante
- Durée : 120 minutes
- Dates de sortie : 
  - Italie : 25 janvier 1990
  - États-Unis : 25 octobre 1991
  - France : 8 juillet 1992
- interdit aux moins de 12 ans

## Distribution
La Vérité sur le cas de Monsieur Valdemar
- Adrienne Barbeau : Jessica Valdemar
- Ramy Zada (de) : Dr Robert Hoffman
- Bingo O'Malley (en) (VF: Jacques Garcia) : Ernest Valdemar
- Jeff Howell : l'agent de police
- E. G. Marshall : Steven Pike
- Chuck Aber : M. Pratt
- Jonathan Adams : Hammer
- Tom Atkins (VF : Jean-Bernard Guillard) : inspecteur Grogan
- Mitchell Baseman : garçon du zoo
- Anthony Dileo Jr. : un conducteur de taxi
- Christine Forrest : l'infirmière
- Larry John Meyers : le vieil homme
- Christina Romero : mère au zoo

Le Chat noir
- Harvey Keitel : Roderick Usher
- Madeleine Potter : Annabel
- John Amos : inspecteur Legrand
- Sally Kirkland : Eleonora
- Kim Hunter : Mme Pym
- Holter Graham (en) : Christian
- Martin Balsam (VF: Jacques Garcia) : M. Pym
- Julie Benz : Betty
- Barbara Bryne (en) : Martha
- Lanene Charters : Bonnie
- J.R. Hall : un agent de police
- Scott House : un agent de police
- James MacDonald : Luke
- Peggy McIntaggart : la jeune policière
- Lou Valenzi : un éditeur
- Jeffrey Wild : le livreur
- Ted Worsley : un éditeur
- Jonathan Sachar : l'officier Brian (non-crédité)
- Tom Savini : Le monomaniaque (non-crédité)

## Production
À l'origine, Deux Yeux maléfiques devait être un film à sketches composé de quatre segments adaptés des nouvelles d'Edgar Allan Poe, chacune étant réalisée par un réalisateur différent. John Carpenter et Stephen King ont été envisagés pour réaliser deux des segments, mais Carpenter a eu des problèmes d'emploi du temps, et King n'était plus intéressé par la réalisation après la mauvaise expérience qu'il avait eu avec son premier film Maximum Overdrive en 1986. Les deux nouvelles d'Edgar Allan Poe finalement adaptées par Romero et Argento avaient déjà été adaptées par Roger Corman avec son Empire de la terreur (1962).
Le tournage s'est déroulé du 10 juillet au 12 septembre 1989. Sur la recommandation du réalisateur américain, le tournage de Deux Yeux maléfiques a lieu durant l'été 1989 à Pittsburgh en Pennsylvanie (États-Unis), ce qui en fait le premier film d'Argento tourné hors d'Europe. Tom Savini a réalisé les maquillages spéciaux et les effets gore de Deux Yeux maléfiques. Il avait déjà travaillé avec Romero sur Martin (1977), Le Jour des morts-vivants (1985) ou Incidents de parcours (1989), et retravaillera avec Argento sur Trauma (1993). Savini apparaît également brièvement dans le segment Le Chat noir dans le rôle du Monomaniaque,, un tueur qui arrache les dents de ses victimes.
Deux Yeux maléfiques le premier long métrage dans lequel Julie Benz a joué. Benz apparaît comme une adolescente étudiant le violon dans quelques scènes du segment Le Chat noir. La voix de Benz a été doublée dans la version italienne du film par Asia, la fille de Dario Argento. Adrienne Barbeau, Tom Atkins et E.G. Marshall avaient déjà tourné sous la direction de Romero dans Creepshow (1982). Christine Forrest (en) qui joue le rôle de l'infirmière dans le premier segment est l'épouse de Romero et a collaboré à plusieurs de ses films (en tant qu'actrice, productrice et monteuse).

## Accueil critique
Sans que le film ne soit particulièrement apprécié, la confrontation entre deux monstres sacrés du cinéma d'épouvante a néanmoins suscité l'intérêt. Paolo Mereghetti attribue au film une étoile et demie : « le premier segment possède une certaine tension. Alors que le second, bien que présentant moins de maniérismes argentins que prévu, baisse considérablement de niveau ». Rudy Salvagnini (it) est d'un avis tout à fait différent et, dans son Dizionario dei film Horror, il accorde trois étoiles au film : « malheureusement, la version de Romero n'est rien de plus qu'un remaniement moderne et appliqué du conte de Poe. Prévisible et presque télévisuel ( !), l'épisode ne s'anime que par moments [...], tandis que Dario Argento, s'il n'atteint pas le chef-d'œuvre, s'en approche. C'est certainement ce qu'Argento a fait de mieux ces vingt dernières années, une actualisation morbide et perverse du conte de Poe qui conserve pleinement (...) l'esprit obsessionnel de l'histoire (...), tranchant nettement par rapport au premier épisode ».
Pino Farinotti (it) est du même avis : « deux styles différents traversent les épisodes : celui de Romero présente un découpage claustrophobe, presque télévisuel, tandis que celui d'Argento, bien meilleur, crée des suggestions de découpage visionnaire qui le rendent inquiétant. La performance d'Harvey Keitel est particulièrement incisive ». Morando Morandini donne deux étoiles au film dans son Dizionario dei film : les deux moyens métrages ne comptent pas pour beaucoup dans la carrière des deux réalisateurs. Romero s'appuie sur la parabole du récit : linéaire et prévisible ; Argento abuse des citations et des clins d'œil : macabre et horrifiant avec quelques fulgurances.
Dans l'ouvrage Art of Darkness : The Cinema of Dario Argento, un critique a écrit à propos du film que « Romero était un choix bizarre de réalisateur pour une adaptation de Poe », et que le segment de Romero manquait « de toutes les marques de fabrique du réalisateur : son utilisation frappante de l'espace et du montage, les moments de surréalisme sombre et d'ironie noire ». Bien qu'il salue le travail de Tom Savini sur les effets spéciaux, Gallant conclut que « les deux moitiés de Deux Yeux maléfiques ne font pas bon ménage, venant de deux réalisateurs dont les styles, même à leur meilleur, feraient une combinaison incongrue ».

## Distinctions
- Nomination au prix du meilleur film sorti en vidéo, par l'Académie des films de science-fiction, fantastique et horreur en 1993.